# Чемпіонат світу з легкої атлетики 2017 — біг на 110 метрів з бар'єрами (чоловіки)

Фінальний забіг

Змагання з бігу на 110 метрів з бар'єрами серед чоловіків на Чемпіонаті світу з легкої атлетики 2017 у Лондоні проходили 6 і 7 серпня на Олімпійському стадіоні.

## Рекорди
На початок змагань основні рекордні результати були такими:
| WR | Ерієс Меррітт США             | 12,80 | Брюссель Бельгія   | 7 вересня 2012 |
| CR | Колін Джексон Велика Британія | 12,91 | Штутгарт Німеччина | 20 серпня 1993 |
| WL | Омар Маклеод Ямайка           | 12,90 | Кінгстон Ямайка    | 24 червня 2017 |

## Розклад
| Дата          | Час початку | Стадія    |
| ------------- | ----------- | --------- |
| 6 серпня 2017 | 13:15       | Забіги    |
| 6 серпня 2017 | 20:10       | Півфінали |
| 7 серпня 2017 | 21:30       | Фінал     |

Вказаний місцевий час (UTC+0)

## Результати

### Забіги
Умови кваліфікації до наступного раунду: перші четверо з кожного забігу (Q) та четверо найшвидших за часом з тих, які посіли у забігах місця, починаючи з п'ятого (q).
Забіг 1
Вітер: -1,2 м/с
| Місце | Атлет            | Країна                          | Час   | Примітки |
| ----- | ---------------- | ------------------------------- | ----- | -------- |
| 1     | Омар Маклеод     | Ямайка                          | 13,23 | Q        |
| 2     | Балаш Баї        | Угорщина                        | 13,35 | Q        |
| 3     | Едді Ловетт      | Американські Віргінські Острови | 13,41 | Q, SB    |
| 4     | Алік Харріс      | США                             | 13,50 | Q        |
| 5     | Йордан О'Фаррілл | Куба                            | 13,56 | q        |
| 6     | Девід Оморегі    | Велика Британія                 | 13,59 |          |
| 7     | Сюня Такаяма     | Японія                          | 13,65 |          |
| 8     | Ахмад Хазер      | Ліван                           | 14,51 |          |
| 9     | Ксайса Анусоне   | Лаос                            | 14,55 |          |

Забіг 2
Вітер: 1,3 м/с
| Місце | Атлет                | Країна            | Час   | Примітки |
| ----- | -------------------- | ----------------- | ----- | -------- |
| 1     | Девон Аллен          | США               | 13,26 | Q        |
| 2     | Гарфіл Дар'ян        | Франція           | 13,36 | Q        |
| 3     | Даміан Чикер         | Польща            | 13,53 | Q        |
| 4     | Гента Масуно         | Японія            | 13,58 | Q        |
| 5     | Абдулазіз Аль Мандел | Кувейт            | 13,63 |          |
| 6     | Рейбін Валтерс       | Тринідад і Тобаго | 13,63 |          |
| 7     | Сіддхант Тінгалая    | Індія             | 13,64 |          |
| 8     | Девід Кінг           | Велика Британія   | 13,67 |          |

Забіг 3
Вітер: 0,1 м/с
| Місце | Атлет                  | Країна         | Час   | Примітки |
| ----- | ---------------------- | -------------- | ----- | -------- |
| 1     | Ерієс Меррітт          | США            | 13,16 | Q        |
| 2     | Шейн Бретвейт          | Барбадос       | 13,39 | Q        |
| 3     | Антоніо Алькана        | ПАР            | 13,43 | Q        |
| 4     | Едер Антоніу Соуза     | Бразилія       | 13,56 | Q        |
| 5     | Аурель Манга           | Франція        | 13,58 |          |
| 6     | Константінос Дувалідіс | Греція         | 13,62 |          |
| 7     | Хідекі Омуро           | Японія         | 13,78 |          |
| 8     | Кім Бьонджун           | Південна Корея | 13,81 |          |

Забіг 4
Вітер: 0,7 м/с
| Місце | Атлет                | Країна          | Час   | Примітки |
| ----- | -------------------- | --------------- | ----- | -------- |
| 1     | Ендрю Поцці          | Велика Британія | 13,28 | Q        |
| 2     | Се Веньцзюнь         | Китай           | 13,34 | Q        |
| 3     | Мілан Трайкович      | Кіпр            | 13,38 | Q        |
| 4     | Їдіель Контрерас     | Іспанія         | 13,40 | Q, SB    |
| 5     | Рохер Ірібарне       | Куба            | 13,48 | q        |
| 6     | Маттіас Бюхлер       | Німеччина       | 13,52 | q        |
| 7     | Якуб Мохамед Аль-Юха | Кувейт          | 13,56 | q        |
| 8     | Рональд Леві         | Ямайка          | DNF   |          |

Забіг 5
Вітер: 0,6 м/с
| Місце | Атлет           | Країна                     | Час   | Примітки |
| ----- | --------------- | -------------------------- | ----- | -------- |
| 1     | Орландо Ортега  | Іспанія                    | 13,37 | Q        |
| 2     | Генсл Парчмент  | Ямайка                     | 13,42 | Q        |
| 3     | Сергій Шубенков | Допущені нейтральні атлети | 13,47 | Q        |
| 4     | Джонатан Кабрал | Канада                     | 13,53 | Q        |
| 5     | Ніколас Хаф     | Австралія                  | 13,61 |          |
| 6     | Жеффре Жюльміс  | Гаїті                      | 13,78 |          |
| 7     | Мікель Томас    | Тринідад і Тобаго          | 13,98 |          |
|       | Мілан Рістіч    | Сербія                     | DQ    |          |

### Півфінали
Умови кваліфікації до наступного раунду: перші двоє з кожного забігу (Q) та двоє найшвидших за часом з тих, які посіли у забігах місця, починаючи з третього (q).
Забіг 1
Вітер: 0,2 м/с
| Місце | Атлет                | Країна                     | Час   | Примітки |
| ----- | -------------------- | -------------------------- | ----- | -------- |
| 1     | Омар Маклеод         | Ямайка                     | 13,10 | Q        |
| 2     | Гарфіл Дар'ян        | Франція                    | 13,17 | Q        |
| 3     | Сергій Шубенков      | Допущені нейтральні атлети | 13,22 | q        |
| 4     | Орландо Ортега       | Іспанія                    | 13,23 | q        |
| 5     | Мілан Трайкович      | Кіпр                       | 13,23 |          |
| 6     | Алік Харріс          | США                        | 13,40 |          |
| 7     | Гента Масуно         | Японія                     | 13,79 |          |
|       | Якуб Мохамед Аль-Юха | Кувейт                     | DNF   |          |

Забіг 2
Вітер: 0,6 м/с
| Місце | Атлет            | Країна          | Час   | Примітки |
| ----- | ---------------- | --------------- | ----- | -------- |
| 1     | Шейн Бретвейт    | Барбадос        | 13,26 | Q        |
| 2     | Генсл Парчмент   | Ямайка          | 13,27 | Q        |
| 3     | Девон Аллен      | США             | 13,27 |          |
| 4     | Ендрю Поцці      | Велика Британія | 13,28 |          |
| 5     | Даміан Чикер     | Польща          | 13,42 |          |
| 6     | Рохер Ірібарне   | Куба            | 13,43 |          |
| 7     | Їдіель Контрерас | Іспанія         | 13,65 |          |
| 8     | Маттіас Бюхлер   | Німеччина       | 13,79 |          |

Забіг 3
Вітер: 0,3 м/с
| Місце | Атлет              | Країна                          | Час   | Примітки |
| ----- | ------------------ | ------------------------------- | ----- | -------- |
| 1     | Балаш Баї          | Угорщина                        | 13,23 | Q        |
| 2     | Ерієс Меррітт      | США                             | 13,25 | Q        |
| 3     | Се Веньцзюнь       | Китай                           | 13,36 |          |
| 4     | Антоніо Алькана    | ПАР                             | 13,59 |          |
| 5     | Едді Ловетт        | Американські Віргінські Острови | 13,67 |          |
| 6     | Едер Антоніу Соуза | Бразилія                        | 13,70 |          |
| 7     | Джонатан Кабрал    | Канада                          | 14,98 |          |
|       | Йордан О'Фаррілл   | Куба                            | DNF   |          |

### Фінал
Вітер: 0,0 м/с
| Місце | Атлет           | Країна                     | Час   | Примітки |
| ----- | --------------- | -------------------------- | ----- | -------- |
| 1     | Омар Маклеод    | Ямайка                     | 13,04 |          |
| 2     | Сергій Шубенков | Допущені нейтральні атлети | 13,14 |          |
| 3     | Балаш Баї       | Угорщина                   | 13,28 |          |
| 4     | Гарфіл Дар'ян   | Франція                    | 13,30 |          |
| 5     | Ерієс Меррітт   | США                        | 13,31 |          |
| 6     | Шейн Бретвейт   | Барбадос                   | 13,32 |          |
| 7     | Орландо Ортега  | Іспанія                    | 13,37 |          |
| 8     | Генсл Парчмент  | Ямайка                     | 13,37 |          |